# Илопанго
Илопанго (шп. Ilopango) је град у Салвадору у департману Сан Салвадор. Према процени из 2007. у граду је живело 103.862 становника.